# Пуога
Пуога (чечен. Пуогӏа) — покинутый аул в Итум-Калинском районе Чеченской Республики. Пуог имеет 6 исторических боевых башен.

## География
Расположен на правом берегу реки Аргун, к юго-западе от районного центра Итум-Кали.
Ближайшие развалины бывших сёл: на северо-западе — бывшее аулы Коротах и Камалхи, на северо-востоке — бывший аулы Цекалой и Баст-Хайхи, на юге — бывший аул Тоги. По дороге к комплексу Пуога располагается средневековый замковый комплекс Дакан-Чу.

## Крепости аула
Первая часть названия башен — имя человека, вторая часть (бӀов) дословно переводится с чеченского как башня.
- Бахаган бов (Бахьаган бӀов) Бахага башня — расположено в черте аула Пуога (ПуогӀа).
- Мюзиган бӀов (Муьзиган бӀов) Мюзига башня — расположено в черте аула Пуога (ПуогӀа),
- Мюзиган бӀов (Муьзиган бӀов) Мюзига башня — расположено в черте аула Пуога (ПуогӀа),
- Гумайн бовнаш (Гумайн бӀовнаш) Гумая башни — расположено в черте аула Пуога (ПуогӀа),
- Амарханан бав (Ӏамарханан бӀав) Амархана башня — расположено в черте аула Пуога (ПуогӀа)[3].

## Галерея

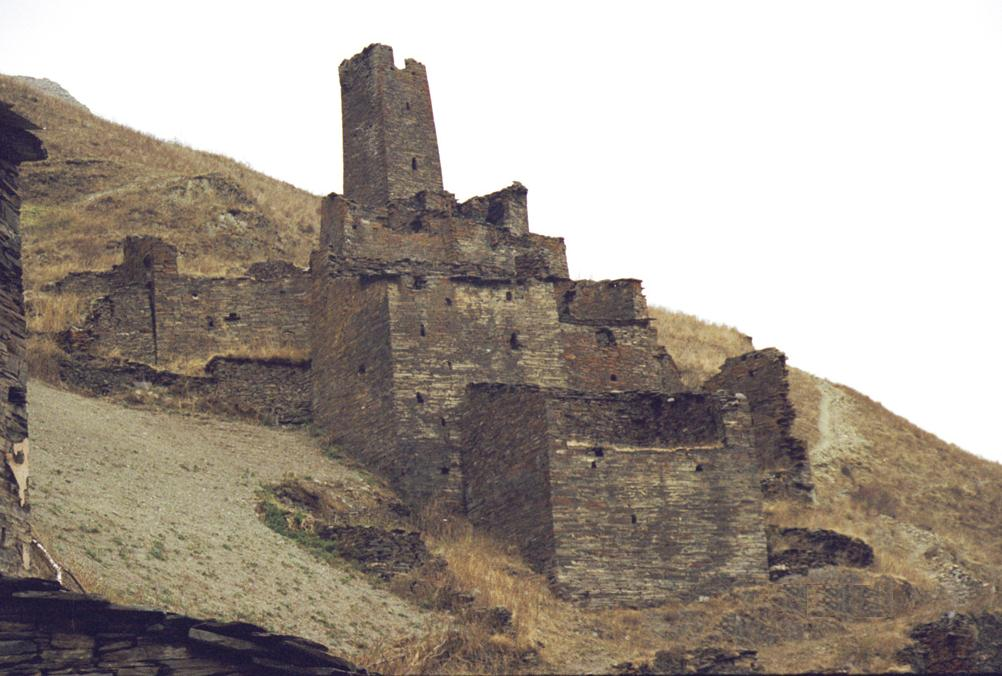
Пуог башенный комплекс
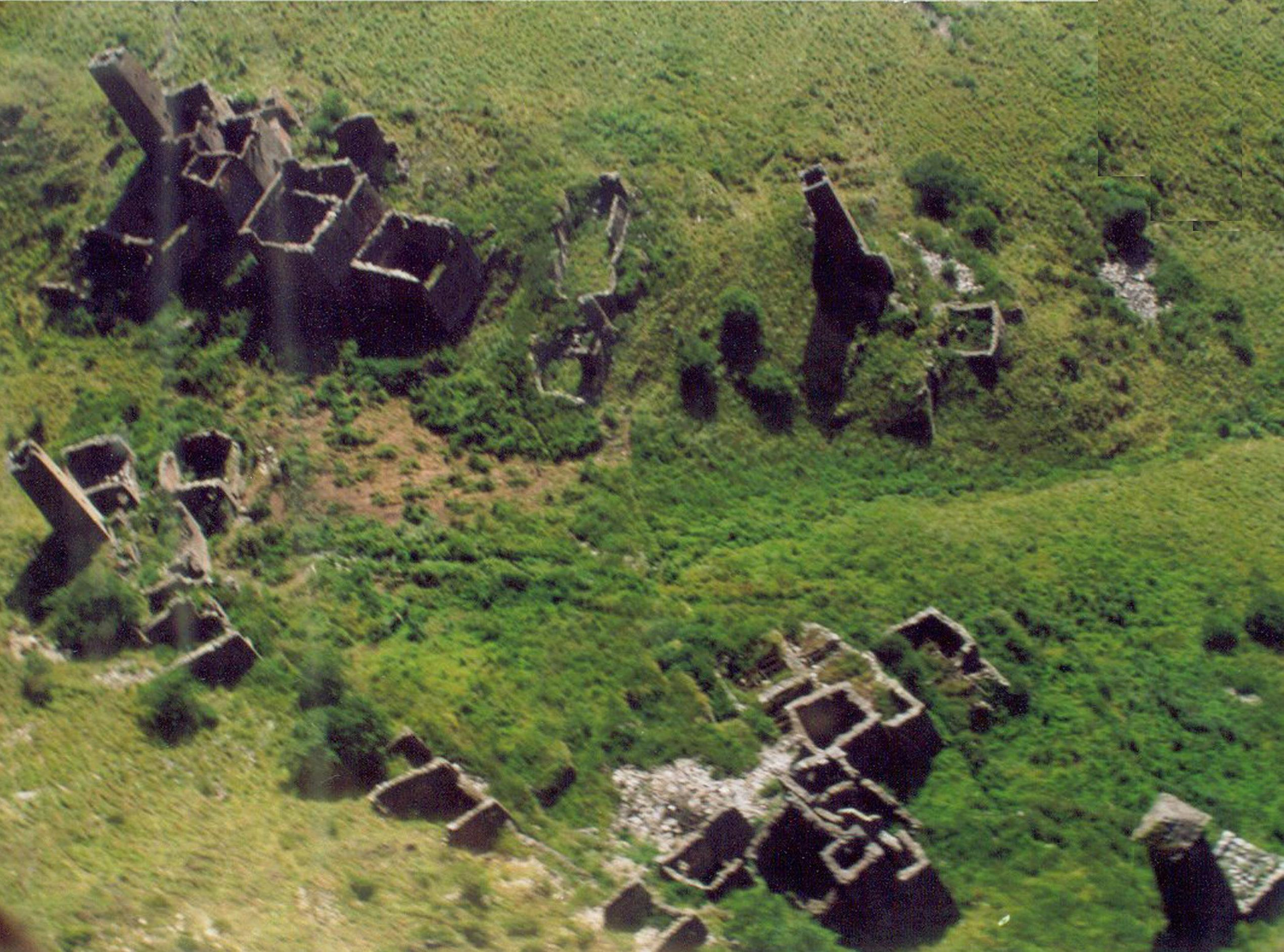
Пуог вид с высоты
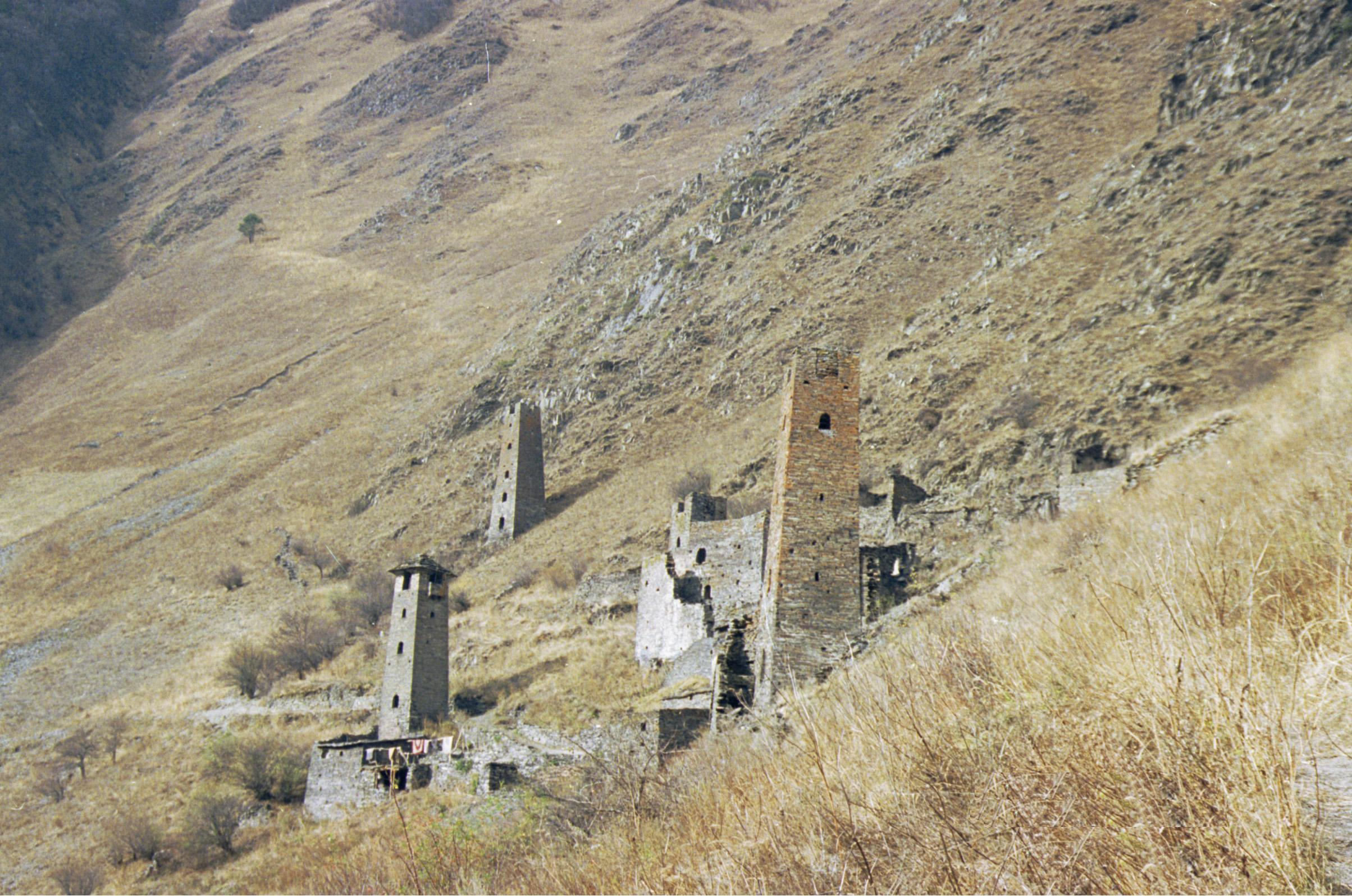
Пуог
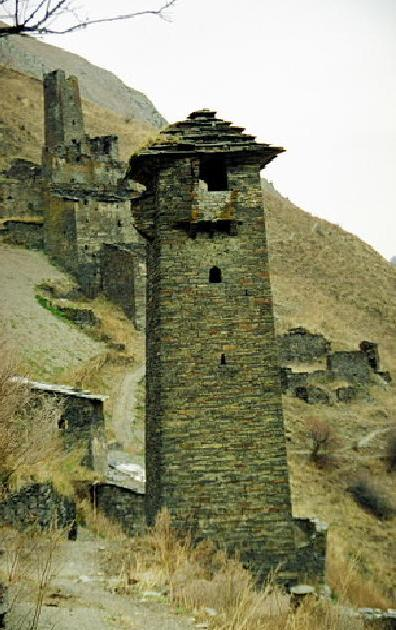
Пуог боевая башня